# Egerszalóki templom
Az egerszalóki templom az Egertől 7 kilométerre fekvő jelentős Egerszalók templomának és különálló harangtornyának épületegyüttese.

## Története és leírása
A falu első temploma még a török idők előtt, a 12. században épült. Egy 1248-ból származó okiratban található már említés a „Zalaouki egyházról”, habár egyes okiratok csak 1470-ből majd 1509-ből említik a Boldogságos Szűz Mária templomát. Ez a templom a török megszállás ideje alatt megsemmisült.
Először Esterházy Pál nádor „Mennyei Korona” című munkájában az 1600-as években említi Egerszalókot, ahol egy tölgyfán „tiszteltetett ősidőktől fogva a Boldogságos Szűz Máriának ékesen írott képe, ölében tartva a keresztfáról letétetett Megváltónak szent testét”. A kép inspirálója egy vak leány csodálatos gyógyulása volt, amit több, az orvostudomány számára kezelhetetlen betegség csodálatos gyógyulása is megelőzött. A vak kislány gyógyulásának híre kelt, s Egerszalók a gyógyulásra vágyók zarándoklóhelye lett.
1755-ben Barkóczy Ferenc egri püspök elrendelte a csodálatos gyógyulások hitelességének megállapítását. A vizsgálatot három egri kanonok folytatta le. A vizsgálat eredményeképp megállapították, hogy valóban sok beteg meggyógyult. Erről a templomban elhelyezett ezüst és réz fogadalmi tárgyak, továbbá mankók és botok sokasága is tanúskodik. 1760-ban XII. Kelemen pápa örök időkre három búcsút is engedélyezett Egerszalóknak. 1953-ban Czapik Gyula hivatalosan is kegyhelynek nyilvánította az egerszalóki templomot.
A mai templomot Giovanni Battista Carlone olasz építőművész tervei szerint építették fel 1738-ban barokk stílusban. A világháborús dúlások következményeként 1949-ben újjá kellett építeni a templomot. A harangtorony majdnem 30 évnyi késéssel, 1760-ban készült el. A szembemiséző oltár 1973-ban készült el. A plébánia épülete szintén barokk stílusban épült a 19. század elején. Az orgonát Mooser Lajos, az esztergomi és az egri bazilika orgonáinak építőmestere készítette 1864-ben.

### A kegykép
A templomban a tabernákulum fölött látható a kegykép, mely a Fájdalmas Szűzanyát ábrázolja, ölében a keresztről levett szent fiával. A kegykép legkevesebb háromszáz éves. Szűz Mária névjelével díszített keretét Esterházy Károly egri püspök készíttette 1786-ban.

### Búcsúk
Egykoron a főpapok, püspökök, de a királyi család rokonai is szívesen zarándokoltak el az egerszalóki kegyhelyhez. Napjainkban is sokan látogatnak el az egerszalóki templomhoz, főleg a búcsúk és a júliusonként megrendezett lelkigyakorlat keretében. 
Évente három alkalommal van búcsú:
- Gyümölcsoltó Boldogasszony napján – március 25.
- Kármelhegyi Boldogasszony ünnepén – július 16.
- Kisboldogasszony napján – szeptember 8.

## Egerszalóki Ifjúsági találkozó
1982 óta minden évben megrendezik a július második szerdájától vasárnapig tartó egerszalóki ifjúsági találkozót és lelkigyakorlatot. Nem csak a határainkon belül élő fiatalokat vonzza, de külföldről is szép számmal érkeznek fiatalok, és sátoroznak a plébániához tartozó szabadtéri területen.  Átlagosan 1500-2000 résztvevőjével indokoltan nevezhető Magyarország legnagyobb katolikus ifjusági találkozójának.[forrás?]